# Грекопитек
Геркопитеците (Graecopithecus) са изчезнал род бозайници от семейство Човекоподобни (Hominidae).
Известни са от няколко фосилни находки, първата от които е открита в Никити, Гърция, от германски военни през Втората световна война. Те са датирани от преди 7,2 милиона години. Някои изследователи смятат грекопитеците за най-ранния предшественик на хората, след отделянето им от клона на шимпанзетата.